# État d'Adamawa
Pour les articles homonymes, voir Adamawa.
L'État d'Adamawa est un État du nord-est du Nigeria, issu du découpage de l'ancien État du Gongola.
Son nom vient de Modibbo Adama, un chef peul qui a dirigé le jihad d'Usman dan Fodio dans la région au XIXe siècle.

## Géographie

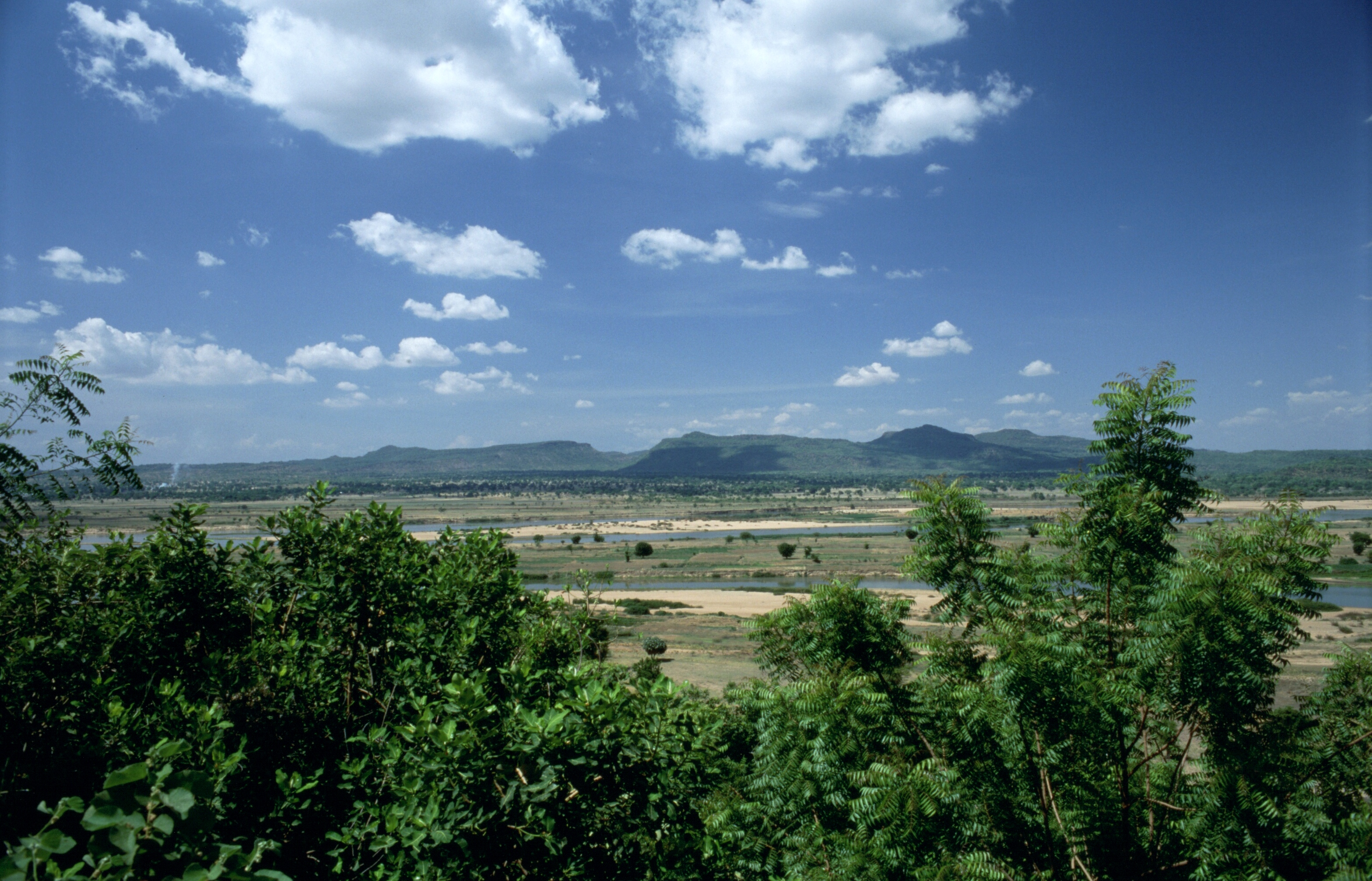
Montagnes de Mandara depuis Yola

L'unité de la région est le massif ou plateau de l'Adamaoua, qui donne aussi son nom à la région camerounaise de l'Adamaoua.
L'État d'Adamawa est bordé au sud et à l'ouest par l'État de Taraba, au nord-est par les États de Borno et Gombe, et est frontalier à l'est du Cameroun.
| Gombe  | Borno          | Extrême-Nord    |
| Taraba | État d'Adamawa | Nord (Cameroun) |
|        | Adamaoua       | Adamaoua        |

Le climat est de type tropical, caractérisé par deux saisons : l'une sèche de novembre à mars, et une humide d'avril à octobre.
La végétation est de type « savane guinéenne » au sud et « savane soudanaise » au nord.
La population se compose principalement de Marghi, Higgi, Bachama, Hildi, Momoye...

## Histoire
Le premier Européen à avoir visité la région est probablement Heinrich Barth en 1849, peu après la fondation de la ville de Yola. Il est venu par le désert du Sahara, depuis Kukawa, alors capitale du Bornou.
En 1880, la Compagnie royale du Niger établit un comptoir commercial sur la rivière Bénoué, à quelques kilomètres de Yola. Ce comptoir est le noyau de ce qui est devenu maintenant la ville de Jimeta.
Au XIXe siècle, sous l'impulsion de Modibbo Adama, se constitue un émirat d'Adamawa.

## Politique et administration
L'État est représenté par huit sièges à la Chambre des représentants  et par trois sénateurs.
Adamawa est dirigé par un gouverneur, élu pour quatre ans. Depuis 2019, la fonction est occupée par Umaru Fintiri, du Parti démocratique populaire. Le pouvoir législatif est exercé par une assemblée de 25 membres, élus pour quatre ans.

### Divisions
À sa création, l'État était divisé en 4 zones d'administration locale, il en compte maintenant 21 : Demsa, Fufure, Ganye, Gayuk, Gombi, Grie, Hong, Jada, Larmurde, Madgali, Maiha, Mayo-Belwa, Michika, Mobi North, Mobi South, Numan, Shelleng, Song, Teungo, Yola North et Yola South.

## Économie
La majeure partie de la population active est employée dans l'agriculture. Les conditions climatiques et écologiques permettent la culture des céréales, du coton, des pommes de terre, du maïs, de l'igname, du manioc, du millet et du riz. La pêche et l'élevage de bétail sont aussi des branches importantes de l'économie.

## Culture

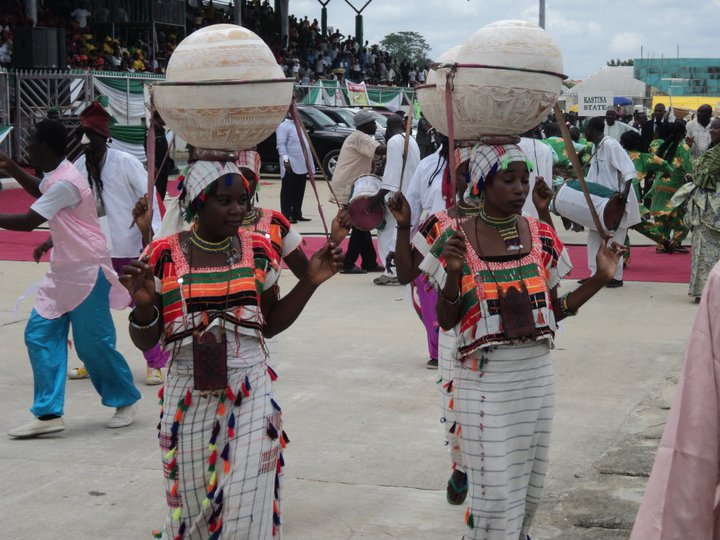
Délégation de l'État d'Adamawa lors d'un festival culturel.

Comme souvent au Nigeria, la région comprend de nombreux groupes ethniques, les principaux étant les Chamba, Hggi, Longuda, Bwatiye et Fulani. On trouve aussi une proportion non négligeable de Marghi, Kilba, Bura Fali, Kanakuru, Yungur et Mbula.
Par conséquent, on parle de nombreux dialectes en Adamawa ; cependant, le haoussa et le peul de l'Adamaoua sont généralement utilisés comme langue véhiculaire.

## Personnalités liées
- Aloma Mariam Mukhtar (née en 1944), juriste nigériane.
- Atiku Abubakar (né en 1946), vice-président de la République de 1999 à 2007.
- Aisha Binani (née en 1971), ancienne sénatrice de l'État.